# Constant Germain
Pour les articles homonymes, voir Germain.
Constant Germain est un homme politique français né le 16 juin 1839 à Toulouse (Haute-Garonne) et décédé le 8 février 1892 à Saint-Élix-le-Château (Haute-Garonne).
Agréé au tribunal de Commerce de Toulouse, il est maire de Montaut et conseiller général du canton de Carbonne. Il est député de la Haute-Garonne de la Troisième République de 1881 à 1892, siégeant au groupe de la Gauche radicale.

## Sources
- « Constant Germain », dans Adolphe Robert et Gaston Cougny, Dictionnaire des parlementaires français, Edgar Bourloton, 1889-1891 [détail de l’édition]
- « Constant Germain », dans le Dictionnaire des parlementaires français (1889-1940), sous la direction de Jean Jolly, PUF, 1960 [détail de l’édition]
- Ressource relative à la vie publique :   - Base Sycomore